# Operació Postmaster

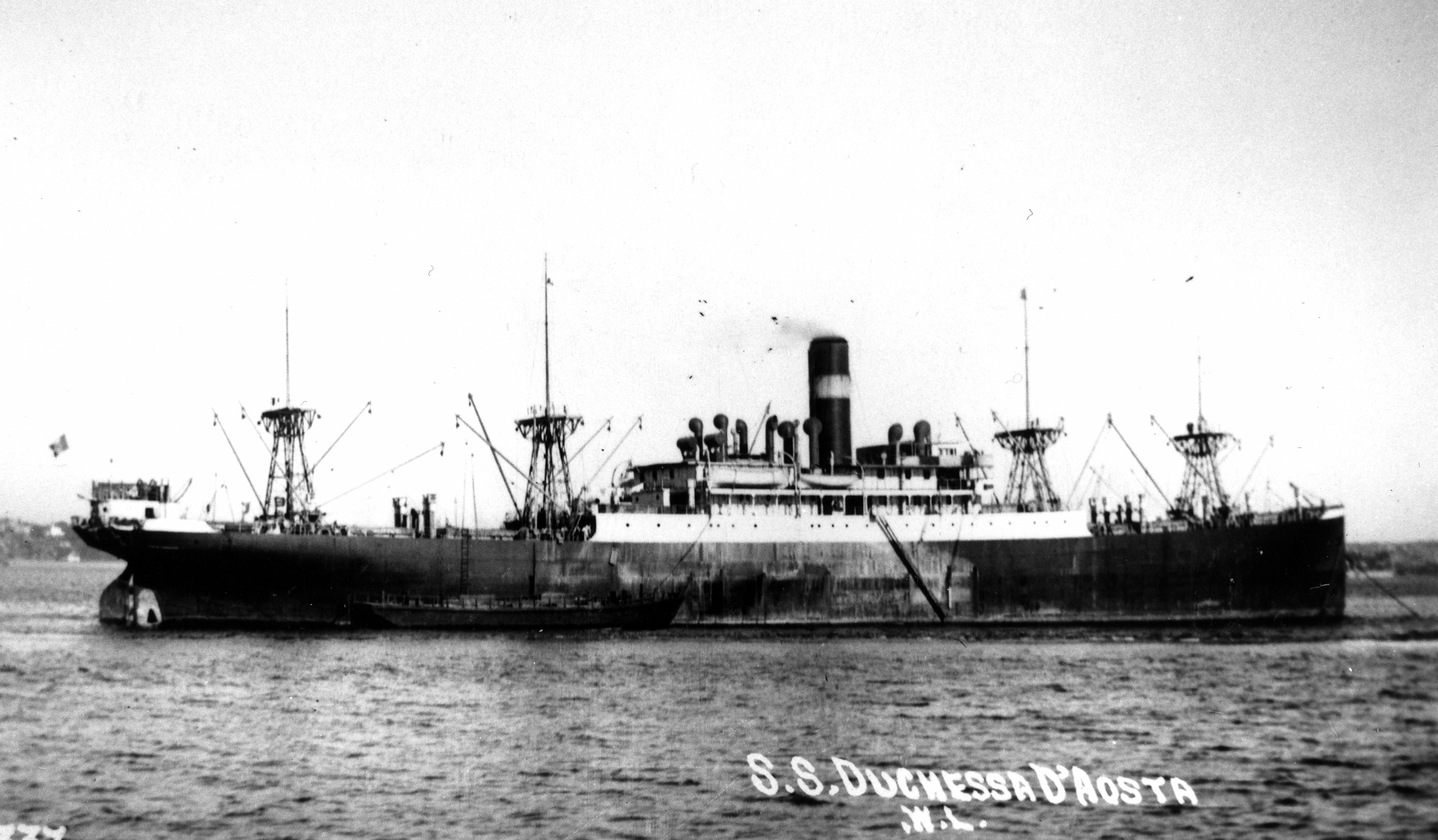
El mercantil italià Duchessa d'Aosta

L'Operació Postmaster (oficialment Postmaster Operation) va ser una acció bèl·lica naval ocorreguda en la Guinea Espanyola (actual Guinea Equatorial) el gener de 1942, englobada en la II Guerra Mundial, malgrat la postura de neutralitat per part d'Espanya.

## Antecedents
Encara que Espanya oficialment va estar postulada com a neutral fins al 12 de juny de 1940 i com no bel·ligerant des d'aquesta data durant la Segona Guerra Mundial, va ajudar a les Forces de l'Eix a protegir i guarir sobretot navilis en enclavaments espanyols, principalment en la Guinea Espanyola. Des de l'any que va començar la guerra (1939) fins a l'any que va esdevenir aquest atac (1942), prop d'un centenar de vaixells alemanys i italians es van refugiar en ports espanyols, sent un dels principals el de Santa Isabel (actual Malabo) a l'illa de Fernando Poo (nom actual Bioko).
Els vaixells objecte de discòrdia amb els aliats eren el petit remolcador alemany Likomba de 199 t. i la barcassa Bibundi, de 100 t., així com el vapor mixt de passatge i carrega italià Duchessa d'Aosta de la naviliera Lloyd-Triestina de 7.872 t. que va arribar a Santa Isabel el 10 de juny de 1940. Aquests vaixells van constituir el primer motiu d'atenció dels vaixells britànics, ja que els preocupava que n'hi sortissin a qualsevol moment i avituallessin als submarins de l'Eix. Es van començar a investigar els vaixells i va començar a planejar-se el que a Regne Unit es va denominar Operació Postmaster, una acció que va romandre oculta en els arxius britànics durant més de 50 anys.

## El pla
Els detalls de l'atac van ser filats a Lagos, i es va proposar que un comando dividit en dos grups entrés a bord de dos remolcadors al port de Santa Isabel en una nit sense lluna; un dels grups s'encarregaria del Duchessa i l'altre dels vaixells alemanys. Els primers havien d'anul·lar la ràdio, atacar el vaixell i controlar-lo; aquests deixarien anar les ancores i enganxarien les llanxes, per a continuació sortir del port. Tot això calia fer-ho en 15 minuts. La corbeta HMS Violet, de la Royal Navy, els esperava en aigües internacionals per escortar-los fins a Lagos. Aquest pla va tenir llum verda en 1940, amb el suport logístic des de Nigèria. Els anglesos es van recolzar també en tres espanyols republicans exiliats, sobretot l'Agustín Zorrilla, que va ser clau perquè aquesta operació triomfés. L'atac es realitzaria a les 23:30 del 23 de gener de 1942.

## L'atac
Aquella tranquil·la nit, els vaixells que vigilaven les aigües es trobaven a Río Muni (part continental de Guinea), i no hi havia al port més que els vaixells refugiats i algunes petites barcasses. El canoner Dato, de servei en la colònia, i el petit vapor de la Cia. Trasmediterránea Gomera també es trobaven a Río Muni. L'enllumenat públic havia d'apagar-se a la una de la matinada, però l'escassetat de gasoil va propiciar que en aquests dies s'apagués a les 11 de la nit.
El comando va tenir menor agilitat de la prevista i va trigar mitja hora a controlar la tripulació, sobretot del Duchessa, però van haver de posar diverses bombes per poder treure l'ancora, la qual cosa va alertar a la població i als vigilants. Quan es va encendre l'enllumenat públic per conèixer les causes de les explosions, els vaixells refugiats ja no hi eren. L'endemà al matí, el govern colonial va manar una expedició per buscar els vaixells, però no els van trobar, i van informar al govern metropolità d'Espanya.

## Conseqüències
Amb la llum del dia, el governador en funcions va ordenar que un aeroplà de Havilland Dragon Rapide de la companyia Iberia tractés de localitzar els tres vaixells. Va ser artillat amb una metralladora i bombes de mà, sent la primera vegada que un aparell d'Iberia i la seva tripulació eren militaritzats, però l'operació de rastreig per les costes del Camerun i Gabon no va obtenir èxit, malgrat que la Nuneaton, una llanxa guardacostes al servei del govern colonial de Nigèria, va estar dos dies a la vista de Fernando Poo, a causa de problemes continus en el seu motor.
Espanya va recriminar davant l'ambaixada britànica l'atac en aigües sobiranes d'un Estat en posició neutral, però el govern de Londres es va excusar dient que es van trobar els vaixells en alta mar i que solament els van conduir al port de Lagos. A més, Alemanya i Itàlia van recriminar al govern espanyol no haver sabut defensar els vaixells. Itàlia va arribar fins i tot a querellar-se contra Espanya.
Els vaixells capturats van ser després rebatejats i utilitzats per Regne Unit en la guerra com a transport de flota i material de guerra entre Canadà i els ports britànics. El Duchessa d'Aosta va tornar a control italià una vegada finalitzat el conflicte.
Una altra conseqüència menys coneguda va ser la de l'enviament de voluntaris, ja que a Espanya aquest atac es va veure com un acte de guerra per part del Regne Unit a Espanya, enviant aquest últim país als pocs dies voluntaris en un vaixell, del que es desconeix el nom. La majoria d'aquests voluntaris van morir en alta mar a causa d'una epidèmia de febre groga esdevinguda en el vaixell. Quan els pocs supervivents van arribar a Guinea, tot havia passat i no va quedar més que un problema diplomàtic. La majoria dels supervivents es van quedar a Guinea o van tornar a Espanya temps després.